# Mandatory Fun
Mandatory Fun é o décimo quarto álbum de estúdio do músico norte-americano "Weird Al" Yankovic. Auto-produzido, o álbum foi lançado pela RCA Records nos Estados Unidos em 15 de julho de 2014. Yankovic havia lançado anteriormente Alpocalypse em 2011, e excursionou em apoio dele quando falou pela primeira vez de seu próximo disco. Quando ele começou a trabalhar no que viria a ser Mandatory Fun, Yankovic dedicou-se a ouvir os atos mais velhos, muitos dos quais ele iria satirizar estilisticamente no álbum.
Foi indicado ao Grammy Awards de 2015 na categoria Melhor Álbum de Comédia

## Alinhamento de faixas
O que se segue é adaptado a partir das notas do álbum